# Nikolaj Boelganin
Nikolaj Aleksandrovitsj Boelganin (Russisch: Николай Александрович Булганин) (Nizjni Novgorod, 30 maart 1895 – Moskou, 24 februari 1975) was een prominente Sovjetpoliticus, die zowel het ambt van minister van Defensie (1953-55) als dat van premier (1955-58) heeft bekleed.

## Jeugd en vroege carrière
Boelganin werd geboren in Nizjni Novgorod als zoon van een kantoorbediende. Hij werd lid van de bolsjewistische partij in 1917 en in 1918 werd hij gerekruteerd voor de Tsjeka in Turkestan (geheime politie), waarin hij diende tot 1922. Na de Russische Burgeroorlog werd hij manager van Moskous belangrijkste fabriek voor elektrische apparaten tot 1927 en daarna directeur van de elektriciteitsvoorziening in Moskou tot 1931. 

## Carrière in de communistische partij
Van 1931 tot 1937 was Boelganin voorzitter van de Moskouse sovjet. In 1934 werd hij gekozen tot kandidaat-lid van het Centraal Comité van de Communistische Partij van de Sovjet-Unie (CPSU). Als loyale stalinist maakte hij snel promotie toen andere leiders het slachtoffer werden van Jozef Stalins Grote Zuivering van 1937-38. In juli 1937 werd hij benoemd tot premier van de Russische Socialistische Federatieve Sovjetrepubliek (RSFSR). Hij werd een volwaardig lid van het Centraal Comité later dat jaar. In september 1938 werd hij vicepremier van de Sovjet-Unie en bovendien directeur van de staatsbank van de Sovjet-Unie.
Tijdens de Tweede Wereldoorlog speelde Boelganin een leidende rol in de regering en het Rode Leger, hoewel hij nooit het bevel voerde aan het front. Hij kreeg de rang van kolonel-generaal en hij was lid van de staatscommissie van Defensie. In 1944 werd hij benoemd tot plaatsvervangend commissaris voor Defensie, onder Stalin en diende als Stalins belangrijkste agent in het hoogste commando van het Rode Leger. Hij werd minister der Strijdkrachten in 1946 en werd gepromoveerd naar de rang van maarschalk van de Sovjet-Unie. Verder werd hij kandidaat-lid van het Politbureau van de Communistische Partij van de Sovjet-Unie. Van 1947 tot 1950 werd hij door Stalin wederom benoemd tot plaatsvervangend premier van de Sovjet-Unie. In 1948 werd hij volwaardig lid van het politbureau.

## Na Stalin
Na de dood van Stalin in 1953 werd Boelganin opgenomen in de hoogste rangen van de Sovjet-regering toen hij werd benoemd tot minister van Defensie van de Sovjet-Unie. Hij was een bondgenoot van Nikita Chroesjtsjov in de machtsstrijd om Stalins opvolging. Voor die steun werd hij beloond met de functie van premier onder Chroesjtsjov.
In juni 1957 probeerde een conservatieve groep onder leiding van Vjatsjeslav Molotov Chroesjtsjov zijn macht te ontnemen, wegens zijn liberale koers. Boelganin was het eigenlijk met deze groep eens, maar wilde toch Chroesjtsjov niet rechtstreeks afvallen. Toen de conservatieven de twist hadden verloren en van het toneel waren verdwenen, mocht Boelganin nog een tijd aanblijven. Chroesjtsjov nam hem echter zijn afvalligheid kwalijk en dwong hem af te treden als premier in maart 1958. In de jaren daarna werden hem ook zijn andere functies ontnomen.
- Bibsys: 1099449
- Biblioteca Nacional de España: XX1213659
- Bibliothèque nationale de France: cb16560555r (data)
- CiNii: DA05165788
- Gemeinsame Normdatei: 118664875
- International Standard Name Identifier: 0000 0001 1691 135X
- Library of Congress Control Number: n50041735
- Nationale Bibliotheek van Letland: 000100726
- National Archives and Records Administration: 10582413
- Nationale Bibliotheek van Tsjechië: jn20040618001
- Nationale bibliotheek van Australië: 35116120
- Nationale Bibliotheek van Israël: 987007274123105171
- Nationale Bibliotheek van Polen: a0000002166198
- Nederlandse Thesaurus van Auteursnamen: 094995265
- SNAC: w6jz4hnp
- Système universitaire de documentation: 084762969
- Trove: 831193
- Virtual International Authority File: 97709372
- WorldCat: E39PBJjHjvtjwFpKXQ7Cq8bDbd